# Кошецке Подхрадје
Кошецке Подхрадје (слч. Košecké Podhradie) насељено је мјесто са административним статусом сеоске општине (слч. obec) у округу Илава, у Тренчинском крају, Словачка Република.

## Становништво
| Година:    | 1994. | 2004.   | 2014.   | 2024.   |
| ---------- | ----- | ------- | ------- | ------- |
| Број људи: | 1076  | 1071    | 1050    | 1053    |
| Разлика:   |       | -0,46 % | -1,96 % | +0,28 % |

| Година:    | 2023. | 2024.   |
| ---------- | ----- | ------- |
| Број људи: | 1059  | 1053    |
| Разлика:   |       | -0,56 % |

Према подацима о броју становника из 2024. године насеље је имало 1053 становника.